# Chester Lake, Alberta
Chester Lake är en sjö i Kanada.   Den ligger i provinsen Alberta, i den centrala delen av landet, 3 000 km väster om huvudstaden Ottawa. Chester Lake ligger 2 204 meter över havet.
I omgivningarna runt Chester Lake växer i huvudsak barrskog. Trakten runt Chester Lake är nära nog obefolkad, med mindre än två invånare per kvadratkilometer.